# Конрад II фон Васел
Конрад II фон Васел (на немски: Konrad II von Wassel; * ок. 1145; † 23 май 1176 или 1178) е граф на Васел (днес част от Зенде), vicedominus на Хилдесхайм и фогт на манастир „Годехарди“ в Хилдесхайм, който е основан през 1133 г. от епископ Бернхард I фон Хилдесхайм.
Той е син на граф Бернхард II фон Васел (* ок. 1130; † сл. 1154) и съпругата му Фридеруна фон Фекенщет, дъщеря на Вало II фон Фекенщет († 1126) и Гизела фон Аменслебен († сл. 1126), дъщеря на граф Дитрих фон Аменслебен († 1120). Племенник е на Херман фон Депенау († 10 юли 1170), епископ на Хилдесхайм (1162 – 1170).
С Конрад II изчезва родът „фон Васел“ по мъжка линия.

## Фамилия
Конрад II се жени през 1163 г. за Аделхайд фон Локум-Халермунд, наследничка на графство Халермунд, дъщеря на граф Вилбранд I фон Локум-Халермунд (1120 – 1167) и Беатрикс, дъщеря на пфалцграф Ото I фон Салм. Те имат децата:
- Адолфус
- Аделхайд († 1244), омъжена I. за граф Бернхард II фон Ратцебург († 1198), II. 1200 г. за граф Адолф I фон Дасел († 1224)
- Фридерун († сл. 1198), монахиня

Вдовицата му Аделхайд фон Локум-Халермунд се омъжва втори път за граф Гюнтер II фон Шварцбург–Кефернбург († 1197)..